# ディバイナー 戦禍に光を求めて
『ディバイナー 戦禍に光を求めて』（ディバイナー せんかにひかりをもとめて、原題：The Water Diviner）は、2014年のオーストラリア、アメリカ合作の戦争ドラマ映画。ラッセル・クロウの初監督作品。第一次世界大戦中のガリポリの戦い、および希土戦争を背景にしている。日本では2016年2月27日に公開。
2014年度のオーストラリア・アカデミー賞の作品賞などを受賞している。

## ストーリー

### 背景
1915年、第一次世界大戦に同盟国側に立ち参戦したオスマン帝国に対し、連合国側の大英帝国の指揮下で、オーストラリアとニュージーランドの志願兵からなる部隊はガリポリに侵攻し、戦死者7万人を出しながらも頑強に抵抗するオスマン帝国軍との戦闘で1万人の戦死者を出し撤退する。大戦は同盟国側の敗北に終わり、オスマン帝国は1918年10月に連合国とムドロス休戦協定を結び降伏した。

### 戦死した息子たちを探しに
時は経ち1919年、オーストラリア。農夫のジョシュアは4年前に三人の息子が志願して戦争に赴くことに反対せず送り出したが、ガリポリの戦いで息子達を失った。心労から妻のエリザは自殺したために教会の墓地に埋葬することを拒まれるが、荷馬車を教会に寄付することで葬儀と埋葬をすませる。
一人になったジョシュアは息子達を捜しにトルコに向かう。トルコに着くと、大戦は終わったものの大ギリシャ主義を掲げるギリシャ軍が侵攻しており、やっとの思いでイスタンブールに着いたジョシュアは、ある未亡人が経営する宿にたどりつく。宿の女将アイシェはガリポリの戦いで夫を失った未亡人であり、ジョシュアがかつての敵オーストラリア人だと知ると宿泊を断ろうとするが、夫の兄の説得でしぶしぶ受け入れる。やがて互いに伴侶を失っている二人は、少しずつ心を通わせる。
ガリポリにたどり着いたジョシュアは、戦没者の埋葬部隊を指揮するイギリス軍のシリル中佐から、現地に詳しいトルコ軍のハーサン少佐を紹介される。 ジョシュアは農夫だが、水脈を探し当てる職人"The Water Diviner"でもあり、その特殊な能力も生かしついに次男と三男の亡骸を発見し、現地の共同墓地に他の戦死者たちと共に埋葬する。
やがてハーサン少佐から、長男アーサーが捕虜収容所で生存している可能性を知らされると、ジョシュアはギリシャ軍が侵攻している戦闘地帯へ救出に向かう。 ハーサン少佐も同行してくれるが、途中ギリシャ軍の攻撃を受けるとジョシュアとハーサンは共に助け合い、ついにアーサーを救出する。
そして再びイスタンブールに戻ったジョシュアは、アーサーを連れてアイシェの宿に向かうのだった。

## キャスト
※括弧内は日本語吹替
- ジョシュア・コナー - ラッセル・クロウ（山路和弘）
- アイシェ - オルガ・キュリレンコ（甲斐田裕子）
- ハーサン少佐 - イルマズ・アルドアン（英語版）（魚建）
- ジェマル軍曹 - チェム・イルマズ（英語版）
- シリル・ヒューズ中佐 - ジェイ・コートニー（橘潤二）
- オルハン - ディラン・ジョージアズ（櫻庭有紗）
- ナタリア - イザベル・ルーカス
- アーサー・コナー - ライアン・コア（英語版）
- エドワード・コナー - ジェームズ・フレイザー
- ヘンリー・コナー - ベン・オトゥール
- イライザ・コナー - ジャクリーン・マッケンジー

## スタッフ
- 監督：ラッセル・クロウ
- 脚本：アンドリュー・ナイト（英語版）、アンドリュー・アナスタシオス
- 製作：アンドリュー・メイソン、キース・ロジャー、トロイ・ラム
- 製作総指揮：ジェームズ・パッカー、ブレット・ラトナー、ケリー・ストークス、ティム・ウォーナー、アンガス・ロス、ジョン・コリー、アンドリュー・ナイト、アンドリュー・アナスタシオス
- 音楽：デヴィッド・ハーシュフェルダー
- 撮影：アンドリュー・レスニー
- 美術：クリス・ケネディ
- 衣装：テス・スコフィールド
- 編集：マット・ヴィラ

## 製作
本作で監督デビューを果たしたラッセル・クロウの映画製作会社フィア・オブ・ゴッド・フィルムズと、『マトリックス』を手掛けたアンドリュー・メイソンの製作会社ホップスコッチ・フィーチャーズが製作を行った。脚本は『サイアム・サンセット』を手掛けたアンドリュー・ナイトとアンドリュー・アナスタシオスが共同執筆した。

### 実話
本作は実話をもとに脚本が書かれた。メルボルン在住の脚本家アンドリュー・アナスタシオスは、オーストラリアの歴史を調べている際、シリル・ヒューズ中佐が書いた手紙を見つけた。シリルは第一次世界大戦後に廃墟と化したトルコのガリポリで、戦争墓地の建設に関わったイギリスの軍人で、アンドリューは手紙の文中に「ある年配の男が息子の墓を探し、はるばるオーストラリアからここへやって来た」という一文を見つけ、本作のストーリーを描いた。

### ロケーション
作中でオーストラリアが舞台となるシーンは全体の5分の1ほどだが、ロケの4分の3近くはオーストラリアで撮影が行われた。2013年12月からシドニーで3週間のロケが行われ、主にイスタンブールの宿内や古い町並みのシーンが撮影された。
また2014年1月と2月には、南オーストラリアで5週間のロケが行われた。この撮影では49度以上の暑さの中、オーストラリアの田舎のシーンや、南海岸でガリポリのシーンが、砂漠地帯ではトルコが舞台のシーンが撮影された。その後、トルコのイスタンブールで3週間に渡り、町並みや地中海沿岸の史跡の撮影が行われた。

### キャスティング
ハーサン少佐役には、トルコで映画監督、俳優として知られるイルマズ・アルドアンが選ばれた。ラッセルが自らイルマズに電話をかけたが、当時イスタンブールにいたイルマズは「ラッセル・クロウから電話だよ」と言われ、始めは「何かの冗談だと思っていた」と語っている。電話では映画の企画について話し合われ、その3ヶ月後に役のオファーが来た。
イスタンブールの宿の女将アイシェ役は、『007 慰めの報酬』でボンドガールに抜擢され注目を集めた、ウクライナ出身のオルガ・キュリレンコが演じた。6ヶ国語を話せるオルガは、本作でも見事なトルコ語を披露している。
シリル・ヒューズ中佐役には、『ダイ・ハード/ラスト・デイ』でマクレーン刑事の息子役としてブルース・ウィリスと共演したジェイ・コートニーが選ばれた。オーストラリア出身の若手俳優であるコートニーは、オーストラリアのスター俳優ラッセル・クロウとの共演について「セリフを言い合っている相手はラッセル・クロウなんだ、本当にすごいことだよ」と後に語っている。

## 評価

### 興行成績
オーストラリアでは、2014年12月26日の公開から6日間で461万ドルを稼ぎ出し、2014年に公開された同国映画の中で最も稼いだ作品となった。
制作費およそ2,250万ドルに対し、世界中で3,080万ドル以上の収益を上げた。製作国アメリカでは410万ドルとあまり振るわなかったが、映画の舞台であるオーストラリアでは1,200万ドル、トルコでも570万ドル以上の興行成績を収めた。

### 批評と影響
作中の舞台であるオーストラリアとトルコでは、上述した興行成績において好評を得たが、その一方でギリシャをはじめ幾つかの国では、オスマン帝国によるギリシャ人虐殺やアルメニア人虐殺について触れず、トルコを美化するような映画の内容に対し批判的な評価が出いている。
1915年のアルメニア人虐殺、アッシリア人虐殺、ギリシャ人虐殺の犠牲者の子孫たちは、一部のトルコ人がジェノサイドを行っていたこと、また映画の中でトルコ人を犠牲者として描写したことについて憤慨した。また様々な映画批評家やギリシャのサイトには、「トルコを和らげるだけの歴史の歪曲、その後の虐殺の否定」などと書かれた。
イギリスの保守週刊誌"The Spectator"のアンソニー・マクアダムスは「映画の歴史的文脈の欠如は息をのむ」とし、アルメニア人虐殺の言及が欠けていることがこの映画の欠陥であると語っている。

### 受賞とノミネート
オーストラリアで複数の賞を受賞、およびノミネートされた。
- オーストラリア映画テレビ芸術アカデミー賞（AACTA Award）[15]

受賞 - 助演男優賞（イルマズ・アルドアン）、作品賞、衣装デザイン賞
ノミネート - 主演男優賞（ラッセル・クロウ）、助演女優賞（ジャクリーン・マッケンジー）、オリジナル脚本賞、編集賞、視覚効果賞
- オーストラリア映画批評家サークル賞（FCCA Award）[16]

受賞 - 主演男優賞（ラッセル・クロウ）、助演男優賞（イルマズ・アルドアン）、助演女優賞（ジャクリーン・マッケンジー）
ノミネート - 作品賞、監督賞、撮影賞、編集、美術賞
- オーストラリア映像音響組合賞（ASSG Award）[17]

受賞 - サウンドトラックオブザイヤー、SSG会員選出賞、アンドリュー・プレーン賞（サウンドデザイン部門）、サウンド功績賞（サウンドミキシング部門）
- オーストラリア作曲家組合賞（AWG Award）[18]

受賞 - オリジナル音楽賞（長編映画部門）